# Дарлинг (река)
Да́рлинг (англ. Darling) — река на юго-востоке Австралии, правый и длиннейший приток Муррея. Является третьей по длине рекой Австралии.

## Этимология
Открыта в 1829 году исследователем Австралии Ч. Стертом и названа им Дарлинг (англ. Darling) в честь губернатора Нового Южного Уэльса Ралфа Дарлинга, который и назначил Стерта начальником экспедиции.
В верхнем течении, до слияния с рекой Калгоа, последовательно называется: Думерик, Ма́кинтайр и Ба́руон. Берёт начало на западных склонах хребта Нью-Ингланд (система Большого Водораздельного хребта) в штате Квинсленд. После слияния с рекой Калгоа между городами Бреворрина и Берк в штате Новый Южный Уэльс принимает название Дарлинг, в нижнем течении протекает по полупустыне.

## Основные характеристики
Длина реки составляет 2740 км. Площадь её бассейна насчитывает 710 000 км². Средний расход воды — 57 м³/с.. Питание дождевое. Режим паводочный, колебания уровня местами достигают 6—8 м. В сухое время года в нижнем течении пересыхает, распадаясь на отдельные плёсы. Используется для орошения.

## Притоки
- Пару (1210 км)
- Уоррего (1380 км)
- Калгоа (489 км)
- Баруон (700 км)
- Боган (617 км)